# Lekhfarsa
Lekhpharsa (en népalais : लेखफर्सा) est un comité de développement villageois du Népal situé dans le district de Surkhet. Au recensement de 2011, il comptait 5 823 habitants.